# One Foot in the Grave (serie de televisión)
One Foot in the Grave es una comedia de televisión británicaescrita por David Renwick. Se emitieron seis series (cada una de seis episodios de media hora) y siete especiales de Navidad a lo largo de un periodo de diez años, desde principios de 1990 hasta finales de 2000. Las cinco primeras series se emitieron entre enero de 1990 y enero de 1995. Durante los cinco años siguientes, el programa sólo se emitió en forma de especiales de Navidad, seguidos de la sexta y última serie en 2000.
La serie narra las hazañas de Victor Meldrew, interpretado por Richard Wilson, y su sufrida esposa, Margaret, interpretada por Annette Crosbie. Wilson rechazó inicialmente el papel de Meldrew y David Renwick pensó en Les Dawson para el papel, hasta que Wilson cambió de opinión.Los programas tratan invariablemente de la lucha de Meldrew contra una larga serie de problemas, algunos de los cuales crea él mismo.
La localización se sitúa en una ciudad sin nombre del sur de Inglaterra, donde Victor se prejubila involuntariamente. Sus diversos esfuerzos por mantenerse ocupado mientras se topa con varias desgracias y malentendidos son los temas de la comedia. Las escenas de interior se rodaron en el Centro de Televisión de la BBC y la mayoría de las exteriores en Tresillian Way, en Walkford, Christchurch, Dorset. A pesar de su producción tradicional, la serie subvierte su ambientación de comedia de situación doméstica con elementos de humor negro y surrealismo.
La serie fue en ocasiones objeto de polémica por algunos de sus elementos argumentales más oscuros, pero aun así recibió varios premios, entre ellos el BAFTA a la mejor comedia de 1992. El programa ocupó el puesto 80 en la lista de los 100 mejores programas de la televisión británica del British Film Institute. Cuatro episodios fueron rehechos para BBC Radio 2. La serie inspiró una novela, publicada en 1992, con los momentos más memorables de las dos primeras series y el primer especial de Navidad.

## Argumento
La serie presenta las hazañas, contratiempos y desventuras del irascible prejubilado Victor Meldrew, quien, tras ser despedido de su trabajo como guardia de seguridad a la edad de 60 años, se encuentra en guerra con el mundo y con todo lo que hay en él. Meldrew, maldito por la desgracia y siempre quejumbroso, está casado con su sufrida esposa Margaret, a la que sus múltiples desgracias dejan a menudo exasperada.
Otros testigos de la ira de Victor son Jean Warboys, un amigo de la familia sin tacto, y Patrick (la némesis de Victor) y Pippa Trench, los vecinos de al lado. Patrick descubre a menudo a Victor en situaciones inexplicablemente extrañas o comprometidas, lo que le lleva a creer que está loco. Nick Swainey, el vecino de los Meldrews, también contribuye a la frustración de Victor.
Aunque se desarrolla en un entorno suburbano tradicional, la serie subvierte este género con un fuerte matiz de comedia negra. El episodio "The Valley of Fear" (El valle del miedo) de la primera temporada causó polémica cuando Victor encontró un gato congelado en su congelador. El guionista David Renwick también combinó la farsa con elementos de tragedia. Por ejemplo, en el episodio final, Victor muere atropellado por un conductor que se da a la fuga y, aunque no hay ninguna referencia explícita a que Victor y Margaret tuvieran hijos, el episodio "Timeless Time" contenía una referencia a alguien llamado Stuart; la fuerte implicación es que una vez tuvieron un hijo que había muerto de niño.
Algunos episodios eran también experimentales, ya que se desarrollaban íntegramente en un único escenario. Entre estos episodios se incluyen "La bestia en la jaula" (en el que Victor, Margaret y la Sra. Warboys están atrapados en un atasco de tráfico),"El tiempo eterno" (en el que Victor y Margaret están en la cama sufriendo insomnio), "El juicio" (en el que Victor se queda solo en casa esperando a ver si tiene que formar parte del servicio de jurado), "Reordenando el polvo" (donde Víctor y Margaret tienen una larga espera en la sala de espera de su abogado), y “Tiempo amenazador” (donde Víctor y Margaret intentan arreglárselas durante un corte de luz en la noche más calurosa del año).
A pesar de la frecuente exasperación de Margaret con las payasadas de su marido, la serie muestra que la pareja se tiene un profundo afecto.

## Personajes

### Personajes principales
Victor Meldrew (Richard Wilson) - Victor es el principal protagonista de la comedia de situación y se encuentra luchando constantemente contra todo lo que la vida le depara mientras se ve enredado en complicadas desgracias y situaciones rocambolescas. Renwick señaló una vez en una entrevista que el nombre de "Victor" era irónico, ya que casi siempre acaba siendo un perdedor. Desde ser enterrado vivo hasta ser procesado por atacar a un aguerrido pit bull terrier con una colección de merengues de coco, Víctor intenta adaptarse a la vida después de que un sistema automático de seguridad le hiciera despedido de la oficina en la que trabajaba como guardia de seguridad, pero sin éxito. Cree que todo le sale mal constantemente y que tiene derecho a estar disgustado porque siempre es culpa de otro. Victor no se ve a sí mismo como jubilado y siempre está intentando encontrar otro trabajo, pero la mayoría de sus intentos acaban en fracaso.
Víctor es un personaje de comedia trágica y la simpatía se dirige hacia él a medida que se ve envuelto en complejos malentendidos, vanidad burocrática y, a veces, pura mala suerte. Sin embargo, el público percibe un flujo y reflujo filosófico en su carácter, junto con un cierto grado de optimismo. Sin embargo, su cortés fachada se derrumba cuando los acontecimientos le superan y se desata su furia verbal. Los "Victor-ismos" incluyen "¡No me lo creo!", "¡No me lo creo!", "¡Increíble!", "¿En nombre del maldito infierno?", "¡En nombre de la cordura!". A pesar de su malhumor, Victor no carece totalmente de compasión; en "Corazones de tinieblas" libera a ancianos residentes en una residencia que estaban siendo maltratados por el personal, y en "Descenso a la vorágine" llama al número de una sala de incidentes y da la localización de una mujer emocionalmente perturbada que secuestró a un bebé y robó los pendientes de perlas de la madre de Margaret, lo que provocó que la mujer fuera detenida por la policía. Sin embargo, como la mujer era amiga de Margaret, y sabiendo que significaba mucho para ella, Victor nunca dijo nada.
Víctor también ha demostrado una gran lealtad a Margaret, ya que, a lo largo de sus 42 años de matrimonio, ni una sola vez se le ha ocurrido pensar en la infidelidad. En "Rearranging the Dust", Víctor y Margaret recuerdan los días de su noviazgo en una fiesta, tras la cual Víctor dice: "Siempre fuiste mi primera opción", lo que deja a Margaret estupefacta. En otro episodio, Margaret recuerda la vez que Víctor la llevó al parque de atracciones y acabaron atrapados en la sala de los espejos durante más de una hora. Víctor había dicho que no le importaba, ya que estaba feliz de quedarse allí y mirar todos los reflejos de ella. El mejor acto de compasión de Victor se produce en el episodio "La sabiduría de la bruja", en el que acaba salvando la vida de Patrick del novio psicópata de su nueva secretaria al obligar al posible asesino de Patrick, junto con él mismo también, a salir por la ventana de la casa en la que están atrapados durante una tormenta de nieve.
Margaret Meldrew (de soltera Pellow) (Annette Crosbie) - La sufrida, tolerante y bondadosa esposa de Victor. Margaret intenta mantener la calma y superar las travesuras de su marido. Sin embargo, a menudo se ve envuelta en estas locuras, contratiempos y confusiones, y a menudo descarga su ira contra Victor. En los primeros episodios, su personaje actúa más como un papel cómico en las desventuras de Victor. Por ejemplo, pregunta temerosa si un gato congelado en su congelador está definitivamente muerto y menciona a una amiga que murió de una enfermedad terminal. Cuando Victor le recuerda que la mujer se cayó de un acantilado, Margaret replica que sólo lo hizo porque "se fue a la playa a convalecer".
En episodios posteriores, Margaret se convierte en un personaje más complejo. Se muestra ferozmente protectora de su matrimonio con Victor, volviéndose fácilmente suspicaz y celosa, por ejemplo, de una marioneta holandesa que Victor se ocupa de reparar en el episodio "Hole in the Sky", llevándola finalmente a destruirla. En "The Affair of the Hollow Lady", una verdulera (interpretada por Barbara Windsor) siente debilidad por Victor e intenta convencer a Margaret de que le ha sido infiel. En venganza, Margaret la agrede con un par de guantes de boxeo. Sin embargo, en el episodio "Warm Champagne", Margaret contempla la posibilidad de ser infiel a un hombre llamado Ben al que conoció durante unas vacaciones. Decide no engañar a Victor. En este episodio, resume su relación con Víctor diciéndole a Ben: "Es la persona más sensible que he conocido y por eso le quiero y por eso deseo constantemente atravesarle la cabeza con una pantalla de televisión". También empieza a desarrollar un sentido del cinismo, llegando poco a poco a ver el mundo como lo ve Victor. Esto es especialmente evidente en "Las cosas ya no son sencillas", en el que comenta que el mundo es "todo velocidad y codicia" y que "nadie hace nada por nada". En "Reordenando el polvo", Margaret cuenta la primera vez que eligió a Victor en una fiesta y, durante un apagón, "compartieron sus cuerpos" en el jardín. Después de este momento de pasión, volvieron a entrar y, cuando las luces volvieron a encenderse, Margaret se dio cuenta de que había "agarrado a la persona equivocada". El comportamiento de Margaret parecía tener su origen en un incidente ocurrido en la escuela cuando era niña. Cuando tenía cinco años, tenía dos periquitos; un día, al abrir la puerta de la jaula, uno salió volando y se estrelló contra la ventana, matándose, mientras que el otro se quedó en la jaula a pesar de sus esfuerzos por hacerlo salir. Al día siguiente, en el colegio, su profesora pidió a la clase que escribiera una historia sobre algo que les hubiera ocurrido, así que Margaret escribió su historia sobre los periquitos. La profesora la obligó a leerla en voz alta delante de toda la clase y todos se rieron de ella. Entonces se dio cuenta de que la profesora lo había hecho adrede para ser cruel con ella y comprendió por qué el otro periquito no quería salir de la jaula.
Podría decirse que Margaret tiene un latiguillo, que suele ser un largo y exasperado uso de la palabra "Dios", normalmente cuando se da cuenta de la razón de uno de los percances de Victor. En ocasiones, ella misma contribuye de alguna manera a estos contratiempos, como dejar el teléfono descolgado o dar permiso a alguien para que entre en casa de los Meldrews cuando ella no está. Margaret trabaja en una floristería hasta la quinta serie, cuando la tienda cierra. En una serie posterior encuentra un nuevo trabajo como cuidadora de ancianos, donde descubre sin darse cuenta en un documental de televisión que en realidad ha sido utilizada sin saberlo como trabajadora sexual por un hombre que no necesitaba cuidados personales pero que disfrutaba de todas formas siendo bañado y vestido. Se supone que dejó el trabajo después de hacer este descubrimiento, ya que nunca se vuelve a mencionar.

### Personajes secundarios
Jean Warboys (Doreen Mantle) - La Sra. Warboys es una amiga de Margaret (y bastante molesta a los ojos de Victor) que se ha unido a los Meldrews, acompañándoles en muchas de sus hazañas. Hasta la cuarta serie estuvo casada con Chris (al que no se ve) hasta que éste la dejó por un detective privado que ella había contratado, creyendo que tenía una aventura, y se divorciaron.
A menudo se lleva la peor parte del temperamento de Victor debido a confusos malentendidos y, en parte, a su naturaleza distante. En una ocasión, Victor le pide que recoja un traje suyo de la tintorería y ella regresa con un traje de gorila. En otra ocasión, convenció a Victor para que se hiciera cargo de un perro cuyo dueño acababa de morir. Victor pasa el tiempo construyendo una perrera en el jardín y, cuando la Sra. Warboys llega con el perro, se olvida de mencionar que está disecado, para consternación de Victor y Margaret. En otra ocasión, gana un concurso en el que el premio consiste en 500 libras esterlinas o en que le hagan un modelo de cera de tamaño natural de sí misma, que tiene que ser entregado en casa de los Meldrews; ella elige el modelo de cera. Resulta que la odia tanto como Victor y Margaret, y la figura de cera acaba en el cubo de la basura.
A pesar de ser amigas, ha distraído a Margaret en varias ocasiones, sobre todo en «Sólo un cuento», cuando se quedó con los Meldrews después de que su piso se inundara y enfureció a Margaret con sus quejas y su pereza. Jean también se muestra como un personaje algo despistado, ya que tiene una cacatúa como mascota a pesar de su alergia de toda la vida a las plumas. A menudo aburre a los Meldrews mostrándoles su colección completa de fotos de las vacaciones en los momentos menos oportunos. Un chiste recurrente es que ganaba a Victor en juegos de mesa, como el Trivial Pursuit y el ajedrez, mientras mantenía una conversación con otra persona. Doreen Mantle describió su personaje como "querer hacer lo correcto pero siempre descubrir que era lo incorrecto"El enfado de Victor con ella se demuestra a menudo gritando su nombre, a veces repetidamente, en un tono impaciente.
Patrick Trench (Angus Deayton) - Patrick y su mujer Pippa viven al lado de Victor desde la segunda serie. Patrick a menudo sorprende a Victor absorto en situaciones aparentemente absurdas, que en su contexto son perfectamente inocuas. La relación de la pareja con sus vecinos empieza mal después de que Victor confunda a Patrick y Pippa con parientes lejanos cuando llegan a la puerta con tres maletas, sin darse cuenta de que son sus vecinos de al lado, ya que han estado de vacaciones durante mucho tiempo desde el día en que Victor y Margaret se mudaron. Victor invita a la desconcertada pareja a quedarse; éste y otros incidentes posteriores hacen que Patrick sospeche que Victor está bastante loco, posiblemente rozando la malicia.
Sin embargo, las desavenencias entre Patrick y Victor acaban por convertirle en un personaje bastante cínico (al igual que Victor) y a menudo le responde de formas igualmente mezquinas o vengativas para intentar ajustar cuentas, como escribir quejas y agravios en notas adhesivas. Este aspecto del personaje de Patrick llega a su punto álgido en el episodio "The Executioner's Song", en el que su rostro se transforma temporalmente en el de Victor al mirarse en un espejo.
Se menciona varias veces que a Patrick le gustaría tener hijos. Después de que Pippa abortara y Patrick quedara estéril, según él, por un extraño accidente (del que culpa injustamente a Victor), adopta un perro salchicha llamado Denzil, al que Pippa describe como su "sustituto". Denzil aparece frecuentemente con Patrick en las series 3-5. A pesar de su animadversión mutua, Victor acaba salvando la vida de Patrick en "La sabiduría de la bruja".
Pippa Trench (de soltera Croker) (Janine Duvitski) - Esposa de Patrick -conductor de autobús- busca relaciones amistosas con los Meldrews y, al cabo de un tiempo, se hace buena amiga de Margaret. Las dos mujeres suelen intentar que sus maridos hagan las paces al menos una vez por serie. Finalmente, Patrick propone a los Trench que se muden de casa, pero pronto se dan cuenta de que la maldición de los Meldrew les ha perseguido: Victor envió obreros a su casa, pensando que eran de una mudanza que se habían equivocado de casa. En realidad eran de una empresa de limpieza que Margaret había contratado para limpiar la mansión de campo de su difunta prima Ursula. Los trabajadores limpiaron la casa de Patrick y Pippa de todos sus muebles y la vendieron por sólo 475 libras. Pippa es un poco tonta (Victor la describió una vez como una "imbécil sin cerebro" en un mensaje del contestador automático, sin saber que ella estaba escuchando); por ejemplo, creyó que Victor había asesinado a un anciano ciego simplemente porque la víctima había sido encontrada con una ficha de dominó doble en la mano y Victor tenía dos granos en la nariz.
Los nuevos vecinos Derek y Betty McVitie sustituyeron a los Trenches en el especial de 1997 "Endgame". Sin embargo, esta resultó ser su única aparición en la serie y se dijo que habían emigrado en el penúltimo episodio, lo que provocó que Nick Swainey saltará directamente con la oferta de su antigua casa. En la sexta serie, los Trenches volvieron a ser personajes destacados, aunque viviendo en una casa a cierta distancia de la de los Meldrews. A pesar de aparecer en cinco de las seis series y en tres especiales de Navidad, ninguno de los Trench comparte nunca una escena con la señora Warboys y Pippa sólo comparte una escena con Nick Swainey (en el episodio "¿Quién comprará?").
Nick Swainey (Owen Brenman) - El excesivamente alegre y a menudo inconsciente Sr. Swainey apareció en el primer episodio, animando a Victor a unirse a su viaje de OAPs a Eastbourne y siendo recibido con el característico abuso de Victor. Cuando los Meldrews se mudan, descubren que es su vecino, que vive al otro lado de la casa de los Meldrews. Victor le manda a la mierda y se ríe de él. A pesar de este encontronazo, más tarde se hace amigo de Victor y charlan con frecuencia en sus jardines, donde Victor se sorprende a menudo por las actividades del Sr. Swainey, que van desde el tiro con arco y la preparación de atrezzo para teatro aficionado, hasta extraños juegos que organiza para su madre senil y postrada en cama, a la que el público nunca llega a ver. A pesar de su actitud alegre, de vez en cuando baja la guardia, y en una ocasión muestra una aparente depresión por no ser más que "un Boy Scout crecido". Tras la muerte de su madre, se muda de casa al final de la serie, pero sólo llega hasta la antigua casa de los Trenches/McVity, alegando que "siempre había querido vivir en una casa del final, sin salir de la zona". Esto cogió a Victor por sorpresa; no se enteró de adónde se mudaba el Sr. Swainey hasta que, mientras recordaba en el jardín su marcha, el Sr. Swainey apareció de repente desde el otro lado.

### Otros personajes
Ronnie y Mildred (Gordon Peters y Barbara Ashcroft) - Ronnie y Mildred eran una pareja siempre alegre, pero increíblemente aburrida, que proporcionaba otra molestia más a los Meldrews, que temían cualquier visita próxima a ellos; Victor dijo una vez que había deseado que ambos estuvieran muertos. En "El peor de los horrores", cuando la pareja intentó hacerles una visita sorpresa, los Meldrews se escondieron en su casa para dar la impresión de que estaban de vacaciones y luego descolgaron el teléfono durante varios días, aunque estos esfuerzos por evitarlos fueron en vano. En la serie se hace referencia a ellos varias veces por hacer a los Meldrews regalos extraños y siempre no deseados que rara vez se abren, y que suelen consistir en una fotografía chillona de ellos mismos. En la serie final, sin embargo, quedó claro que su alegría era una fachada y, en una escena particularmente oscura, Mildred se ahorcó "durante una partida de Familias Felices". El plano de los pies de Mildred colgando por la ventana suele cortarse en las proyecciones previas a la emisión.
Alfred Meldrew (Richard Pearson) - Hermano despistado de Victor, que vive en Nueva Zelanda. Durante el episodio "The Broken Reflection", viene de visita después de 25 años, para desdén de Victor. Alfred es un personaje excéntrico, que suele pasearse con el sombrero en llamas y traer el cráneo de su bisabuelo y el de Victor. También es un personaje torpe: confunde el mantel con una servilleta y deja caer todo el contenido de la mesa por el suelo cuando se levanta, y rompe un espejo en mitad de la noche tras confundir su propio reflejo con el de un ladrón. Hacia el final de su visita, Victor empieza a simpatizar con Alfred, pero éste se marcha temprano al día siguiente tras encontrar un desagradable mensaje sobre él que Victor había grabado accidentalmente en un dictáfono. No se le vuelve a ver, pero se mantiene en contacto con los Meldrews, ya que se ve a Victor mirando unas fotografías que Alfred le había enviado en "El juicio".
Primo Wilfred (John Rutland) - El primo de la Sra. Warboys, Wilfred, apareció por primera vez en un episodio de la tercera serie. En la serie final el personaje regresó, pero los efectos de un derrame cerebral le habían dejado mudo y le obligaron a "hablar" con la ayuda de un generador de voz electrónico. Su mala mecanografía en el generador le llevó a varios malentendidos, como pedir a Victor un "sujetador de sopa" (en lugar de una "pastilla de jabón") y describir una visita a su "burdel" (en lugar de "hermano").
Tía abuela Joyce y tío Dick - Personajes invisibles, a veces mencionados por Victor y Margaret, como una pareja envejecida y sombría con la que Victor y Margaret temen tener algo que ver. Se dice que la tía abuela Joyce tiene un ojo de cristal y la costumbre de tejer cosas raras (como guantes de seis dedos) para Víctor. El tío Dick tiene un brazo de madera; en el último episodio de Comic Relief (2001), se descubre que una enfermera le había colocado por error un gotero en el brazo postizo durante 18 horas después de un viaje al hospital tras intentar extraerle un cálculo renal con una percha de alambre.
Mimsy Berkovitz - Otro personaje invisible, es la tía agonía local, a la que muchos de los personajes acuden en busca de consejo. En el episodio "El secreto de los siete hechiceros", se oye a Patrick hablar con ella por la radio, pidiéndole consejo sobre cómo afrontar la situación cuando Victor y Margaret les invitan a él y a Pippa a cenar.
Sra. Birkett (Gabrielle Blunt) Vecina anciana de la primera serie. Queda accidentalmente atrapada en el desván de los Meldrews cuando Victor cierra la trampilla mientras ella está arriba buscando un revoltijo que Margaret ha preparado. Se la sigue mencionando durante el resto de la serie, pero no se la vuelve a ver.
Martin Trout (Peter Cook) - Un paparazzo en el especial de Navidad de 1993 "Un pie en el Algarve". Consigue tomar una serie de fotografías comprometedoras que implican a un político de alto rango. Trout compara el impacto potencial de las fotos con el caso Profumo. De camino a vender las imágenes, pierde el rollo de película mientras discute en una cabina telefónica con los Meldrews y posteriormente los persigue por todo el Algarve para recuperarlo. Sufre una serie de desastres relacionados y no relacionados con las propias desgracias de Victor y Margaret, sólo para descubrir que la película en realidad se había caído en el forro de su chaqueta y había estado con él durante gran parte de su viaje. La perdió en la puerta del coche de los Meldrews. Tras una breve estancia en el hospital y recuperar el rollo, Trout intenta abandonar el Algarve en un taxi, pero sufre un accidente de tráfico.

### Invitados
- Stephen Lewis
- Eric Idle
- John Challis
- Helen Lederer
- Janet Henfrey
- Paul Merton
- Peter Cook
- Craig Ferguson
- Joan Sims
- Eamonn Walker
- Brian Murphy
- Barbara Windsor
- Rula Lenska
- Ray Winstone
- Lorraine Kelly
- Eric Sykes

## Producción
La producción de la serie siguió el formato convencional de las comedias de situación, con episodios grabados en directo ante el público de un estudio, intercalados con material rodado previamente en exteriores.
Los créditos iniciales de la serie fueron diseñados por Pete Wane y muestran imágenes de una "tortuga gigante de las Galápagos", a petición del guionista David Renwick, que "sirve como metáfora del viejo gruñón Victor Meldrew". Wane consideró que el metraje de la criatura "no era muy optimista visualmente para una comedia", pero encontró, "para (su) alivio, un plano de ella tropezando con una roca que daba a la secuencia un poco de ánimo".
La mayoría de las cinco primeras series de One Foot in the Grave fueron producidas y dirigidas por Susan Belbin, con las excepciones de "Love and Death", dirigida en parte por el veterano director de comedias Sydney Lotterby, y "Starbound", en la que Gareth Gwenlan (que de hecho había encargado originalmente la serie en 1989) intervino para dirigir algunas secuencias después de que Belbin enfermara. Posteriormente, Belbin se retiró por problemas de salud,y la serie final fue producida por Jonathan P. Llewellyn y dirigida por Christine Gernon. Wilson y Renwick consideraron que la experiencia de Gernon, que había trabajado con Belbin en series anteriores de One Foot como secretaria de producción y ayudante, así como en otros programas, hacía que su estilo fuera similar al de Belbin, lo que facilitó la transición entre directores.
La serie utilizó Bournemouth para rodar algunas secuencias exteriores por su clima favorable, su fácil acceso a Londres y sus ventajas económicas en relación con el rodaje en la capital. Tras el rodaje de la primera serie, la casa -cerca de Pokesdown, Bournemouth- que se había utilizado para la casa de los Meldrews en las secuencias de exteriores, cambió de propietario y los nuevos dueños exigieron casi el triple de las tasas de uso que habían pedido los anteriores. En lugar de aceptar, el equipo de producción decidió buscar una nueva casa y el primer episodio de la segunda serie se reescribió para que la casa de los Meldrews fuera destruida en un incendio (se rodó en un descampado de Northcote Road, Springbourne). Esto también dio la oportunidad de diseñar un nuevo decorado interior, ya que Belbin no estaba satisfecha con el decorado original diseñado para la serie, que consideraba demasiado restrictivo para rodar.
A partir de la segunda serie, las escenas exteriores de la casa de los Meldrew se rodaron en Tresillian Way, Walkford, cerca de Christchurch, en Dorset. Estas series posteriores hacen un uso extensivo de localizaciones específicas de calles y jardines en la mayoría de los episodios, sobre todo en las escenas en las que intervienen los vecinos de los Meldrew. La mayoría de las localizaciones exteriores se rodaron en Bournemouth y Christchurch y sus alrededores. Entre ellas, Richmond Hill, Undercliff Drive y el muelle de Boscombe, el ayuntamiento de Bournemouth, el Lansdowne College, el hospital de Christchurch y el antiguo Royal Victoria Hospital (Boscombe). Episodios posteriores, como "Hearts of Darkness", se rodaron íntegramente en exteriores. La muerte de Victor a manos de un conductor que se da a la fuga en el último episodio se rodó en la estación de tren de Shawford, Hampshire. Los fans dejaron ofrendas florales en el lugar.
A lo largo de su historia, la serie ha contado con la participación de varios actores cómicos notables en papeles esporádicos. Entre ellos, Susie Blake, John Bird, Tim Brooke-Taylor, Peter Cook, Diana Coupland, Phil Daniels, Edward de Souza, Hannah Gordon, Georgina Hale, Roy Hudd, Jimmy Jewel, Rula Lenska, Stephen Lewis, Paul Merton, Brian Murphy, Christopher Ryan, Jim Sweeney, Barbara Windsor, Joan Sims y Ray Winstone. Dos antiguos compañeros de reparto de Angus Deayton en Radio Active y KYTV, Geoffrey Perkins y Michael Fenton Stevens, interpretaron, en episodios separados, respectivamente al hermano y al cuñado del personaje de Deayton. Algunos actores poco conocidos en aquella época también aparecieron en papeles puntuales antes de alcanzar mayor fama, como Lucy Davis, Joanna Scanlan, Eamonn Walker y Arabella Weir.

## Música
El tema musical de One Foot in the Grave fue escrito, compuesto y cantado por Eric Idle. Se produjo una versión más larga para el especial "One Foot in the Algarve", lanzada como single con cinco remezclas y una versión de karaoke en noviembre de 1994. Idle incluyó una versión en directo de la canción en su álbum Eric Idle Sings Monty Python.Está precedida por una adaptación de "Bread of Heaven" similar a la utilizada en el episodio "The Beast in the Cage" por unos mecánicos de coches descontentos. La música del título de la serie de televisión va acompañada al principio y al final de cada episodio por imágenes de tortugas galápagos.
La serie también hizo un amplio uso de la música incidental, compuesta por Ed Welch, que a menudo aludía a un género particular para encajar en el ambiente de las escenas, incorporando con frecuencia piezas musicales conocidas como "God Rest You Merry, Gentlemen" o el Intermezzo de la Suite Karelia de Jean Sibelius. En el especial navideño "Endgame", durante la supuesta escena de la muerte de Margaret, una recopilación de clips de episodios anteriores se acompaña de la canción "River Runs Deep" interpretada por J. J. Cale. El episodio final termina con un montaje de algunos de los percances que ha sufrido Victor y que se mencionan en el episodio, con el acompañamiento de "End of the Line" de los Traveling Wilburys.

## Premios
El programa recibió varios premios prestigiosos. En 1992, ganó un BAFTA a la mejor comedia (programa o serie). Durante sus diez años de emisión, la serie fue nominada otras seis veces. Richard Wilson también ganó el premio a la mejor interpretación de entretenimiento ligero en 1992 y 1994, y Annette Crosbie fue nominada para el mismo galardón en 1994.
La serie también ganó el premio a la mejor comedia de situación televisiva en 1992 de la Royal Television Society y el British Comedy Award a la mejor comedia de situación en 1992, 1995 y 2001.
En 2004, One Foot in the Grave quedó en décimo lugar en una encuesta de la BBC para encontrar la "mejor comedia de situación británica", con 31.410 votos. El programa también ocupó el puesto 80 en la lista de los 100 mejores programas de la televisión británica del British Film Institute.
| Año  | Ceremonia                                 | Categoría                                                                                       | Nominado(s)                                                       | Resultado | Ref    |
| ---- | ----------------------------------------- | ----------------------------------------------------------------------------------------------- | ----------------------------------------------------------------- | --------- | ------ |
| 1991 | Premios BAFTA de Televisión               | Serie de comedia                                                                                | Susan Belbin David Renwick                                        | Nominado  | [ 24 ] |
| 1991 | Premios de la Comedia Británica           | Mejor Actor de Comedia de TV                                                                    | Richard Wilson                                                    | Ganó      | [ 25 ] |
| 1992 | Premios BAFTA de Televisión               | Interpretación de entretenimiento ligero                                                        | Richard Wilson                                                    | Ganó      | [ 4 ]  |
| 1992 | Premios BAFTA de Televisión               | Comedia - Programa o Serie                                                                      | Susan Belbin David Renwick                                        | Ganó      | [ 4 ]  |
| 1992 | Premios de la Comedia Británica           | Mejor comedia                                                                                   | One Foot in the Grave                                             | Ganó      | [ 26 ] |
| 1992 | Premios de la Real Sociedad de Televisión | Mejor comedia de situación                                                                      | Episodio: "El hombre del largo abrigo negro"                      | Ganó      |        |
| 1993 | Premios BAFTA de Televisión               | Mejor comedia de situación                                                                      | Susan Belbin David Renwick                                        | Nominado  | [ 5 ]  |
| 1993 | Premios BAFTA de Televisión               | Interpretación de entretenimiento ligero                                                        | Richard Wilson                                                    | Nominado  | [ 5 ]  |
| 1993 | Premios de la Comedia Británica           | Comedia - Programa o Serie                                                                      | One Foot in the Grave                                             | Ganó      | [ 27 ] |
| 1994 | Premios BAFTA de Televisión               | Espectáculo ligero                                                                              | Richard Wilson (Episodio: "Un pie en el Algarve")                 | Ganó      | [ 6 ]  |
| 1994 | Premios BAFTA de Televisión               | Espectáculo ligero                                                                              | Annette Crosbie (Episodio: "Un pie en el Algarve")                | Ganó      | [ 6 ]  |
| 1995 | Premios BAFTA de Televisión               | Mejor comedia de situación de la BBC                                                            | Susan Belbin David Renwick                                        | Nominado  | [ 28 ] |
| 1995 | Premios de la Comedia Británica           | Mejor serie de comedia de la BBC                                                                | One Foot in the Grave                                             | Ganó      | [ 29 ] |
| 1995 | Premios de la Comedia Británica           | Mejor actriz de comedia de TV                                                                   | Annette Crosbie                                                   | Nominado  |        |
| 1996 | Premios BAFTA de Televisión               | Comedia - Programa o Serie                                                                      | Susan Belbin David Renwick                                        | Nominado  | [ 9 ]  |
| 1996 | Premios BAFTA de Televisión               | Mejor Comedia                                                                                   | Richard Wilson                                                    | Nominado  | [ 9 ]  |
| 1996 | Premios de la Real Sociedad de Televisión | Interpretación de comedia Mejor Iluminación, Fotografía y Cámara - Iluminación para Multicámara | Martin Kempton Chris Kempton                                      | Nominado  |        |
| 1997 | Premios de la Comedia Británica           | Mejor comedia de la BBC                                                                         | Episodio: "Endgame"                                               | Ganó      | [ 30 ] |
| 1998 | Premios BAFTA de Televisión               | Comedia - Programa o Serie                                                                      | Esta Charkham Christine Gernon David Renwick                      | Nominado  | [ 14 ] |
| 1998 | Premios BAFTA de Televisión               | Comedia                                                                                         | Richard Wilson                                                    | Nominado  | [ 14 ] |
| 1998 | Premios de la Comedia Británica           | Premio del Público                                                                              | One Foot in the Grave                                             | Ganó      | [ 31 ] |
| 1998 | BPG Awards                                | Premio al guionista                                                                             | One Foot in the Grave David Renwick (empatado con Jonathan Creek) | Ganó      | [ 32 ] |
| 1998 | Premios de la Real Sociedad de Televisión | Mejor Iluminación, Fotografía y Cámara - Iluminación Multicámara                                | Chris Kempton                                                     | Ganó      |        |
| 2001 | Premios BAFTA de Televisión               | Comedia de situación                                                                            | Jonathan Paul Llewellyn Christine Gernon David Renwick            | Nominado  | [ 33 ] |
| 2001 | Premios de la Comedia Británica           | Mejor comedia televisiva                                                                        | One Foot in the Grave                                             | Ganó      | [ 34 ] |
| 2001 | Premios Nacionales de Televisión          | Programa de comedia más popular                                                                 | One Foot in the Grave                                             | Nominado  |        |
| 2001 | Premios Nacionales de Televisión          | Intérprete de comedia más popular                                                               | Richard Wilson                                                    | Nominado  |        |
| 2001 | Premios de la Real Sociedad de Televisión | Mejor comedia de situación/drama cómico                                                         | One Foot in the Grave                                             | Nominado  |        |

## Controversias
Durante la emisión de la serie se produjeron varias quejas por la representación de la muerte de animales. Por ejemplo, en el episodio "El valle del miedo", se encuentra un gato muerto en el congelador de los Meldrews; en otro, una tortuga es asada en un brasero. Sin embargo, su defensor, Rowland Rivron, citó posteriormente este hecho como una característica positiva de los atrevidos guiones del programa en Britain's Best Sitcom. No obstante, el programa fue censurado por una escena del episodio "Hearts of Darkness"en la que se maltrataba a un anciano residente en una residencia de ancianos y, a raíz de las quejas, la escena se recortó ligeramente cuando se repitió el episodio.En el comentario del DVD del episodio, David Renwick manifestó su oposición a los recortes. En otra escena controvertida del episodio "Tales of Terror", los Meldrews visitaban a Ronnie y Mildred con la excusa de que Mildred había subido al piso de arriba durante una partida de "Happy Families" y no había regresado; Ronnie mostraba entonces sus pies colgando de la ventana, revelando que se había suicidado. La Broadcasting Standards Commission recibió quejas sobre esta escena.
Cuando el episodio final, "Things Aren't Simple Any More" (Las cosas ya no son sencillas) se emitió originalmente el 20 de noviembre de 2000 a las 21.00 horas, coincidió con la emisión del primer ganador del bote de la versión británica de "¿Quién quiere ser millonario?", que se había rodado el domingo anterior a la emisión. Se acusó a la ITV de haber manipulado este hecho para perjudicar los altos índices de audiencia previstos para el episodio final, pero la Comisión Independiente de Televisión lo absolvió posteriormente.

## Impacto cultural
Debido a la popularidad de la serie, los medios de comunicación británicos comparan a menudo con Victor Meldrew a las personas que se quejan constantemente y se irritan por cosas sin importancia, aunque Renwick rebate este uso y afirma que las reacciones de Victor son totalmente proporcionales a las cosas que le ocurren.
Renwick integró algunas de las tramas y diálogos de la serie en una novela, que fue publicada por primera vez por BBC Books en 1992. Una segunda novela, One Foot in the Grave and Counting, se publicó en 2021. Renwick también adaptó cuatro episodios para BBC Radio 2, que se emitieron por primera vez entre el 21 de enero y el 11 de febrero de 1995:."Alive and Buried", "In Luton Airport, No One Can Hear You Scream", "Timeless Time" y "The Beast in the Cage". Se repiten regularmente en la emisora digital BBC Radio 4 Extra y están disponibles en CD de audio.
A Wilson no le gusta pronunciar el eslogan de su personaje ("¡No me lo puedo creer!") y sólo lo interpreta en actos benéficos por un módico precio. Esto se convirtió en una broma en su aparición como actor invitado en el episodio "The Mainland" de Father Ted, en el que Ted le molesta repitiendo constantemente su eslogan. La situación se gestó cuando los guionistas de Father Ted, Graham Linehan y Arthur Mathews, se sentaron detrás de Wilson en una representación de Le Cirque du Soleil en el Royal Albert Hall. Pensaron en lo "insípido e incorrecto"que sería inclinarse hacia él cada vez que un acróbata hiciera una acrobacia y gritarle su eslogan.La situación se gestó cuando los guionistas de Father Ted, Graham Linehan y Arthur Mathews, se sentaron detrás de Wilson en una representación de Le Cirque du Soleil en el Royal Albert Hall. Pensaron en lo "insípido e incorrecto" que sería inclinarse hacia él cada vez que un acróbata hiciera una acrobacia y gritarle el eslogan, y entonces se dieron cuenta de que eso era exactamente lo que harían sus sacerdotes de ficción.También se jugó con ello cuando Wilson hizo una aparición como invitado en el concurso de televisión Shooting Stars, en el que Vic Reeves y Bob Mortimer se equivocaron a propósito con su eslogan al referirse a él como "Richard “I don't believe you” Wilson".

### One Foot in the Grave- 30 años de risas
En abril de 2023, Channel 5 emitió un especial retrospectivo de 67 minutos para su serie "Comedy Classics". El reparto, el equipo y los famosos hablan y rinden homenaje al programa. El documental incluye una entrevista con Wilson, que comparte sus recuerdos del programa, junto con otros miembros del reparto como Doreen Mantle, que tenía 96 años en aquel momento, Angus Deayton y la directora Christine Gernon.

## Ediciones en VHS y DVD
Las seis series y los especiales estuvieron disponibles inicialmente en cintas de vídeo VHS de BBC Worldwide a finales de la década de 1990 y principios de la de 2000. Los Comic Relief Shorts de 1993 y 2001 no se han editado en DVD. El 22 de octubre de 2001 salió a la venta en la región 2 el DVD One Foot in the Grave Very Best of, con cinco de los mejores episodios. Posteriormente, el 8 de julio de 2004, también se editó One Foot in the Grave Very Best of en la región 4. Entre 2004 y 2006, cada serie se editó gradualmente en DVD en la región 2, con una caja completa de las series 1-6 a finales de 2006. En 2010 se editó una caja más reducida de las series 1-6 en la región 2.
Conjuntos estándar
| Serie   | Fecha de publicación  | Fecha de publicación  | Fecha de publicación | Características |
| Serie   | Región 1              | Región 2              | Región 4             | Características |
| ------- | --------------------- | --------------------- | -------------------- | --- |
| Serie 1 | 27 de marzo de 2007   | 2 de agosto de 2004.  | 7 de julio de 2005.  | - 6 episodios - 1 disco - Incluye Featurette de Britain's Best Sitcom - Clasificación BBFC: PG - Clasificación ACB: PG |
| Serie 2 | 27 de marzo de 2007   | 9 de mayo de 2005     | 4 de mayo de 2006    | - 6 episodios + especial de Navidad de 1990 - 2 discos - Clasificación BBFC: PG - Clasificación ACB: PG |
| Serie 3 | 11 de marzo de 2008   | 8 de agosto de 2005   | 17 de agosto de 2006 | - 6 episodios + especial de Navidad de 1991 - Comentario de "La bestia en la jaula" con David Renwick y Richard Wilson - 2 discos - Clasificación BBFC: PG - Clasificación ACB: PG                                                                |
| Serie 5 | 10 de febrero de 2009 | 21 de agosto de 2006  | 1 de agosto de 2007  | - 5 episodios + especial de Navidad de 1994 y 1995 - Comentario de "The Man Who Blew Away" con David Renwick y Richard Wilson - 2 discos - Clasificación BBFC 12                                                                                  |
| Serie 6 | 10 de febrero de 2009 | 16 de octubre de 2006 | 3 de octubre de 2007 | - 6 episodios - Incluye "No me lo creo - La historia de un pie en la tumba" - Incluye "Killing Richard" featurette de Owen Bremner - Comentario de «The Executioner's Song» con David Renwick y Richard Wilson - 2 discos - Clasificación BBFC 12 |

Otras series
| Set                        | Fecha de publicación    | Fecha de publicación     | Fecha de publicación   | Características |
| Set                        | Región 1                | Región 2                 | Región 4               | Características |
| -------------------------- | ----------------------- | ------------------------ | ---------------------- | --- |
| Lo mejor de                | Sin estreno             | 22 de octubre de 2001[1] | 8 de julio de 2004[2]  | - 6 episodios - 1 disco - Incluye - Clasificación BBFC 12 - Clasificación ACB: M |
| Serie 1–6                  | 8 de septiembre de 2009 | 16 de octubre de 2006    | 5 de marzo de 2008     | - 42 episodios - 12 discos - Incluye los especiales de Navidad de 1990, 1991, 1993, 1994, 1995, 1996 y 1997 - Mismas características especiales que las series individuales - Clasificación BBFC: 12 - Clasificación ACB: M                                                                       |
| Los especiales de Navidad  | 8 de septiembre de 2009 | 13 de noviembre de 2006  | 6 de noviembre de 2008 | - 2 episodios - 1 disco - Incluye los especiales de Navidad de 1996 y 1997 - Clasificación BBFC: 12 - Clasificación ACB: PG |
| Serie 1–6 (reempaquetar)   | Sin estreno             | 4 de octubre de 2010     | 7 de abril de 2011     | - 42 episodios - 12 discos - Incluye los especiales de Navidad de 1990, 1991, 1993, 1994, 1995, 1996 y 1997 - Mismas características especiales que los sets individuales - Clasificación BBFC: 12 - Clasificación ACB: M - El set se emitió de nuevo en Region 4 Australia el 28 de mayo de 2014 |
| Series 1–6 (Exclusiva HMV) | Sin estrenar            | 13 de noviembre de 2017  | Sin estrenar           | - 42 episodios - 12 discos - Incluye los especiales de Navidad de 1990, 1991, 1993, 1994, 1995, 1996 y 1997 - Mismas características especiales que los sets individuales - Clasificación BBFC: 12                                                                                                |

## Versiones extranjeras

### Una pierna en la tumba
En 1996-97 se realizó una versión alemana de la serie, Mit einem Bein im Grab (Una pierna en la tumba), dirigida por Thomas Nennstiel y Frank Strecker. Se emitió en Das Erste. Fue protagonizada por Heinz Schubert como "Viktor Bölkhoff", Brigitte Böttrich como "Margret Bölkhoff" e Irm Hermann como "Lisbeth Albermann".

### Un pie en la tumba
En 2001 se hizo una versión sueca, En fot i graven (Un pie en la tumba). Producida por el canal de televisión comercial TV4 y emitida por SVT, estaba protagonizada por Gösta Ekman como "Victor Melldrov" y Lena Söderblom como su esposa. Se emitieron un total de 12 episodios.

### Con un pie en la tumba
En 2006 se hizo una versión holandesa bajo el título Met één been in het graf (Con un pie en la tumba), emitida por NCRV. Protagonizada por Serge Henri Valcke en el papel de Victor Monter. La serie fue dirigida por Zdenek Kraus, que había dirigido la serie de gran éxito Toen Was Geluk Heel Gewoon (Entonces la felicidad era común, basada en la comedia de situación estadounidense The Honeymooners) y fue adaptada para la televisión holandesa por Ger Apeldoorn y Harm Edens, que también escribieron Het Zonnetje in Huis. La serie sólo duró una temporada.

### Cosby
La versión estadounidense, Cosby, se emitió en la CBS de 1996 a 2000. Llamada así por su estrella Bill Cosby (cuyo personaje se llamaba Hilton Lucas), era una adaptación más suelta y ligera, en la que Renwick figuraba como asesor.